# Údrnická Lhota
Údrnická Lhota je vesnice, součást obce Údrnice v okrese Jičín. Nachází se v Jičínské pahorkatině, v katastrálním území Údrnická Lhota, 0,5 km jihovýchodně od Údrnic. Vsí prochází silnice III/28027.
První písemná zmínka o Údrnické Lhotě pochází z roku 1318. Po většinu historie sdílela osudy s blízkými Údrnicemi, v 80. letech 17. století se ale stala součástí Veliš a Bartoušov, zatímco Údrnice byly začleněna do panství Staré Hrady. Po zrušení patrimoniální správy byla Údrnická Lhota od roku 1850 součástí obce Keteň, na přelomu 19. a 20. století se osamostatnila (její katastrální území vzniklo v roce 1904). V roce 1950 byla přičleněna k Údrnicím jako jejich osada, během 50. let 20. století ale o tento status přišla.